# Soalhães
Soalhães é uma povoação portuguesa sede da Freguesia de Soalhães do Município de Marco de Canaveses, freguesia com 23,40 km² de área e 3322 habitantes (censo de 2021), tendo, por isso, uma densidade populacional de 142 hab./km².
Foi vila e sede de concelho até à reforma de 1852. Até ao liberalismo, este era constituído apenas pela freguesia da sede. Após as reformas administrativas dos anos 30 do século XIX passou a integrar 14 freguesias. Tinha, em 1849, 12 778 habitantes em 112 km².

## Demografia
A população registada nos censos foi:
| Distribuição da População por Grupos Etários | Distribuição da População por Grupos Etários | Distribuição da População por Grupos Etários | Distribuição da População por Grupos Etários | Distribuição da População por Grupos Etários |
| -------------------------------------------- | -------------------------------------------- | -------------------------------------------- | -------------------------------------------- | -------------------------------------------- |
| Ano                                          | 0-14 Anos                                    | 15-24 Anos                                   | 25-64 Anos                                   | > 65 Anos                                    |
| 2001                                         | 837                                          | 652                                          | 1853                                         | 475                                          |
| 2011                                         | 635                                          | 525                                          | 1959                                         | 563                                          |
| 2021                                         | 407                                          | 410                                          | 1834                                         | 671                                          |

## Património
- Igreja Matriz de Soalhães ou Igreja de São Martinho (Marco de Canaveses)
- Penedo de Cuba
- Pelourinho de Soalhães